# Deuxième législature du Conseil national (Suisse)
Deuxième
Première  législature du Conseil national Troisième législature du Conseil national
La deuxième législature du Conseil national se déroule entre 1851 et 1854.

## Composition
120 conseillers nationaux sont élus.

## Présidents
Cette deuxième législature voit se succéder quatre présidents :
- Johann Trog, en 1854 ;
- Johann Matthias Hungerbühler, de 1852 à 1853 ;
- Giovanni Battista Pioda, de 1853 à 1854 ;
- Jakob Dubs, en 1851.

### Sources
- Parlement.ch